# إدواردو سيبولفيدا
إدواردو سيبولفيدا (بالإسبانية: Eduardo Sepúlveda) مواليد 13 يونيو 1991 في روسون، تشوبوت، هو دراج أرجنتيني في صنف سباق الدراجات على الطريق وعلى المضمار.

## سجل النتائج

### المراكز
- حقق المركز الـ 2 في طواف تركيا 2015
- حقق المركز الـ 4 في طواف سان لويس 2015

## روابط خارجية
- إدواردو سيبولفيدا على موقع الاتحاد الدولي للدراجات (الإنجليزية)
- إدواردو سيبولفيدا على موقع أرشيف الدراجات (الإنجليزية)
- إدواردو سيبولفيدا على موقع إحصائيات الدراجات الإحترافية (الإنجليزية)
- إدواردو سيبولفيدا على موقع نسبة الدراجات (الإنجليزية)
- إدواردو سيبولفيدا على موقع CycleBase (الإنجليزية)
- إدواردو سيبولفيدا على موقع اللجنة الأولمبية الدولية (الإنجليزية)
- إدواردو سيبولفيدا على موقع أوليمبيديا (الإنجليزية)
- إدواردو سيبولفيدا على موقع اللجنة الأولمبية الأرجنتينية (الإسبانية)